# Noreuil
Noreuil ist eine Gemeinde im französischen Département Pas-de-Calais in der Region Hauts-de-France. Sie gehört zum Kanton Bapaume (bis 2015 Kanton Croisilles) im Arrondissement Arras. Sie grenzt im Norden an Bullecourt und Riencourt-lès-Cagnicourt, im Osten an Quéant, im Süden an Lagnicourt-Marcel, im Südwesten an Vaulx-Vraucourt und im Westen an Écoust-Saint-Mein.

## Bevölkerungsentwicklung
| Jahr      | 1962 | 1968 | 1975 | 1982 | 1990 | 1999 | 2005 | 2013 |
| --------- | ---- | ---- | ---- | ---- | ---- | ---- | ---- | ---- |
| Einwohner | 136  | 143  | 128  | 135  | 117  | 114  | 125  | 146  |